# Referentiemens
De referentiemens of standaardmens is een internationaal vastgelegd theoretisch model van de mens. Voor stralingsonderzoek had de International Commission on Radiological Protection (ICRP) in 1975 een referentieman bepaald. Deze heeft een leeftijd tussen 20 en 30 jaar, weegt 70 kilogram, is 1,70 meter, woont in een gematigd klimaat en is blank. In 1995 werd het model aangepast en uitgebreid met een referentievrouw. Met het beschikbaar komen van meer data zijn er ook modellen voor andere groottes, leeftijden en rassen.
| Parameter | ICRP (1975) | ICRP (1995) | ICRP (1995) |
| --------- | ----------- | ----------- | ----------- |
| Leeftijd  | 20-30       | 35 (20-50)  | 35 (20-50)  |
| Sekse     | Man         | Man         | Vrouw       |
| Gewicht   | 70          | 73          | 60          |
| Lengte    | 170         | 176         | 163         |
| Ras       | Blank       | Blank       | Blank       |